# Howard Crossett
Howard Wallace Crossett, Jr., född 22 juli 1918, död 30 juni 1968, var en amerikansk bobåkare.
Crossett blev olympisk silvermedaljör i fyrmansbob vid vinterspelen 1952 i Oslo.